# Глубиномер (измерительный инструмент)
Глубиномер — инструмент (прибор) для измерения глубины отверстий и пазов. 
В зависимости от конструкции, различают несколько видов глубиномеров — штангенглубиномеры, микрометрические глубиномеры, индикаторные глубиномеры.

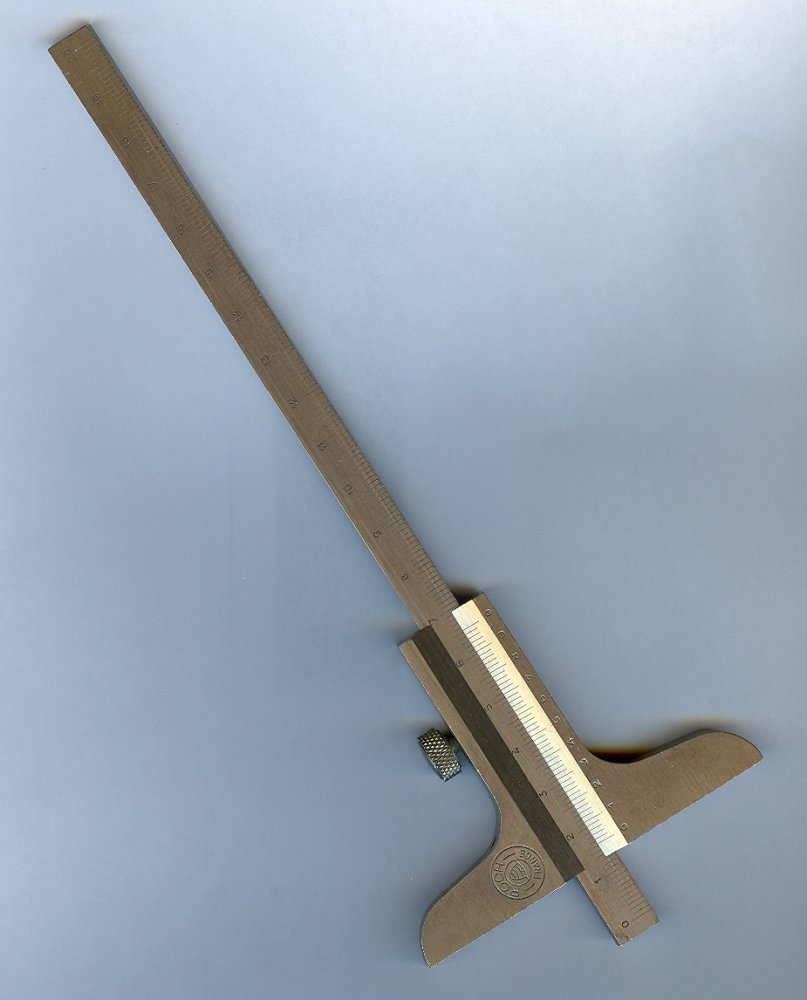
Штангенглубиномер

## Штангенглубиномер
В отличие от штангенциркуля, штанга глубиномера не имеет губок и измерительными поверхностями
являются торцы штанги и основания. Точность измерений штангенглубиномером с обычным нониусом такая же, как и штангенциркулем — 0,1 мм. Существуют штангенглубиномеры с отсчётом по круговой шкале и точностью измерений до 0,02 мм, а также с цифровой шкалой и точностью измерений до 0,01 мм. При необходимости измерения сложных поверхностей штанга прибора может иметь различные виды наконечников и колков.

### Порядок измерения

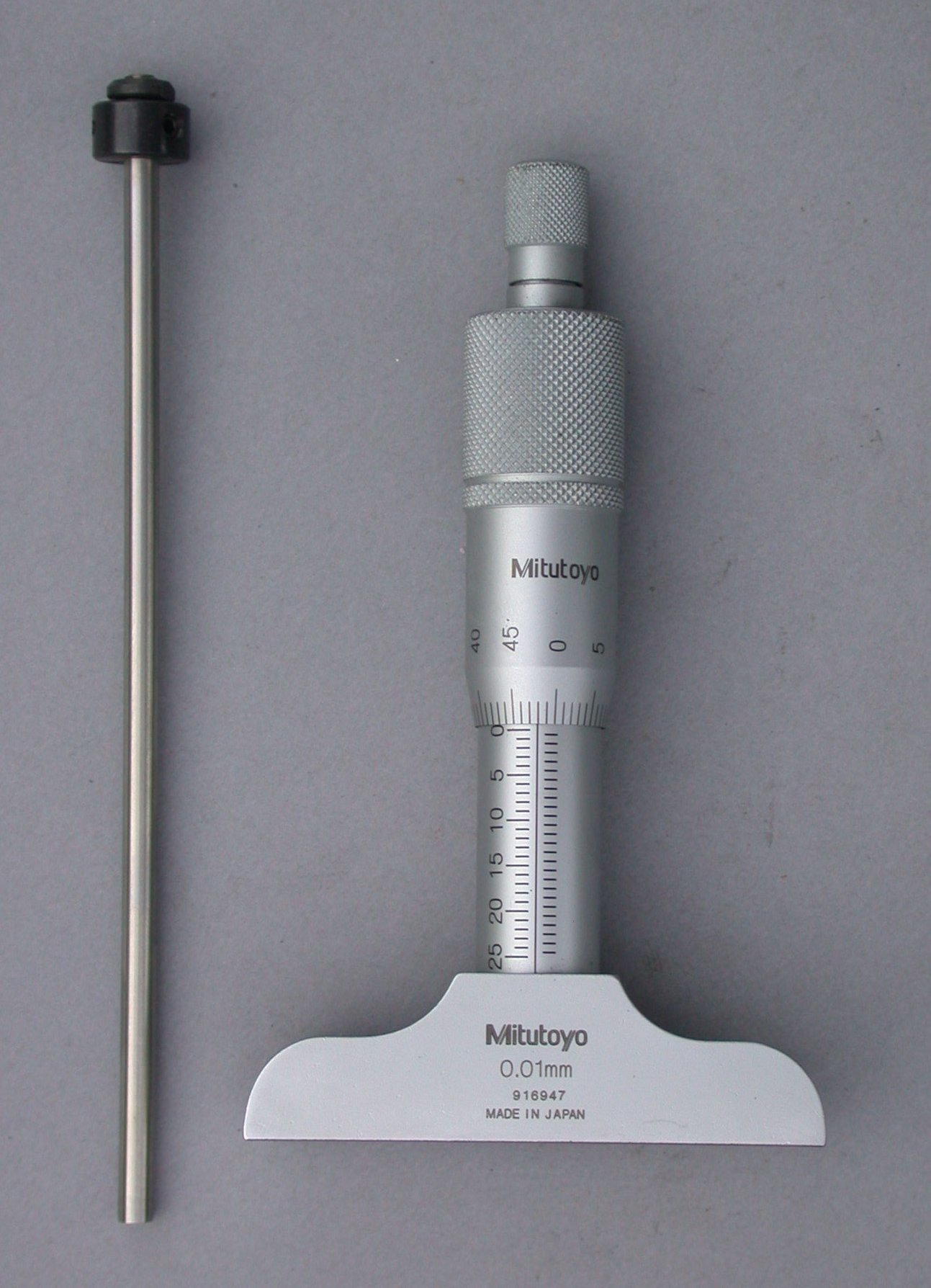
Микрометрический глубиномер

При измерении глубины, рабочая часть штанги штангенглубиномера вводится в замеряемый паз, рамка с основанием опускается до упора и фиксируется, затем снимаются показания со шкалы прибора.

## Микрометрический глубиномер
Микрометрический глубиномер предназначен для измерения глубины пазов и высоты уступов до 300 мм.
Состоит он из микрометрической головки, стебля и основания. Микрометрическая головка аналогична барабану микрометра. Считывают размеры при пользовании этим инструментом так же, как и при замерах микрометром. Цифры у штрихов стебля и барабана нанесены в обратном порядке по сравнению  с  микрометрами,  так  как  чем  больше  глубина,  тем  дальше
выдвинут микровинт.

## Индикаторный глубиномер
Индикаторные глубиномеры предназначены для измерения глубины пазов и отверстий и высоты уступов размерами до 100 мм. Наиболее распространён глубиномер на основе индикатора часового типа, состоящий из основания с державкой, индикатора и сменного измерительного стержня.